# Barkhàtovo (Altai)
|  | Per a altres significats, vegeu «Barkhàtovo». |

Barkhàtovo (en rus: Бархатово) és un poble de la república de l'Altai, a Rússia, que el 2016 tenia 9 habitants, pertany al districte d'Ongudai.